# Шляхово (Белгородская область)
Шляхово — село в Корочанском районе Белгородской области, административный центр Шляховского сельского поселения.

## География
Село Шляхово расположено в срединной части Белгородской области, на правобережье реки Разумной (приток Северского Донца), в 26,8 км по прямой к юго-востоку от районного центра, города Корочи, в 13,6 км по прямой к северо-востоку от северо-восточных окраин города Белгорода.

## История

### Происхождение названия
По версии краеведа В.А. Прохорова, выдвинутой в книге «Надпись на карте» (Воронеж, 1977), «Шляхово...названо по детям боярским А. И. и М. А. Шляховым, основавшим это селение».  С другой стороны, по версии исследователя Осыкова Б. И. Осыков,  обнаружившего в комментарии к документальным данным переписи 1884 года утверждение о Шляхове: «...через село проходил «шлях»  отсюда и самое название села».

### Исторический очерк
Шляхово основано в начале XVII века, известно по документам 1616 года.
По документам переписи сентября — октября 1884 года: Белгородского уезда Мелиховской волости село Шляхово — 159 дворов (156 изб), грамотных — 41 мужчина и 2 женщины, 2 мальчика учащихся, до ближайшей школы 3 версты. В Шляхове — 6 «промышленных заведений», торговая лавка, кабак; 3 домохозяина занимались пчеловодством.
В начале 1900-х годов в селе Шляхове уже 199 дворов, без земельного надела 1 двор; 68 крестьян Шляхово помимо земледелия занимались «другими промыслами».
В 1932 году село Шляхово в составе Мелиховского сельсовета Белгородского района.
С 1935 года Шляхово и само становится центром сельского совета в Гостищевском районе — самого многочисленного совета в районе — в конце 1950-х годов в него входило 2 села и 7 хуторов.
С декабря 1962 года село Шляхово — центр сельсовета в Корочанском районе.
В 1997 году село Шляхово — центр Шляховского сельского округа (3 села, 4 хутора) в Корочанском районе Белгородской области.

## Население
X ревизия (1857—1859 годы) записала в Шляхове «374 души мужскаго пола».
На осень 1884 года в селе переписали 955 жителей (490 мужчин и 465 женщин).
К 1890 году в селе Шляхове — 1017 жителей (518 мужчин и 499 женщин), в 1900-е годы уже 1254 жителя (658 мужчин и 596 женщины).
К 1932 году в селе Шляхове (тогда Мелиховского сельсовета Белгородского района) было 1249 жителей.
В 1979 году в Шляхове было 253 жителя, в 1989 году — 196 (80 мужчин, 116 женщин), в 1997 году — 88 личных хозяйств, 181 житель.
| 2002 | 2010 |
| ---- | ---- |
| 213  | ↗238 |

## Интересные факты
- Земский отчет 1885 года даёт следующее описание социально-экономического развития населённого пункта в конце XIX века:

«Вся земля — в одном особняке возле деревни. Почва — чернозем, частично глина... Сена накашивают на десятине 3 — 8 возов. Лес растет на усадьбах и составляет личную собственность каждого домохозяина... Прежде, до проведения железной дороги (Курско-Харьковская линия), крестьянам жилось лучше, потому что через село проходил «шлях», большая дорога из Харькова на Воронеж, через Белгород, поэтому крестьяне частию держали ямщину, частию кормились извозом между Курском и Воронежем с одной стороны и Харьковом, Таганрогом и Ростовом с другой; возили сахар, красный товар, соль и т.д. Некоторые же домохозяева занимались производством телег и колес, которых на обширном извозе требовалось много. Теперь все это рухнуло... Теперь народ пошел больше по плотничеству и на косовицу... Прежде здесь была своя школа, но года три тому назад ее закрыли, так как крестьянам стало невмоготу держать ее...»